# Caquetaia
Це невеликий рід риб родини цихлових, що містить 4 види з Центральної і Південної Америки.
- Caquetaia kraussii (Steindachner 1878)
- Caquetaia myersi (Schultz 1944)
- Caquetaia spectabilis (Steindachner 1875)
- Caquetaia umbrifera (Meek & Hildebrand 1913)